# Ecliptopera boegli
Ecliptopera boegli är en fjärilsart som beskrevs av Embrik Strand 1913. Ecliptopera boegli ingår i släktet Ecliptopera och familjen mätare. Inga underarter finns listade i Catalogue of Life.